# Oxford (Massachusetts)
Oxford ist eine Town im Worcester County des Bundesstaats Massachusetts in den Vereinigten Staaten.
Das U.S. Census Bureau hat bei der Volkszählung 2020 eine Einwohnerzahl von 13.347 ermittelt.

## Geschichte
Oxford wurde erstmals 1687 besiedelt und 1713 offiziell eine Gemeinde. Es war der Geburtsort von Clara Barton, der ersten Präsidentin und Gründerin des Amerikanischen Roten Kreuzes. Oxford wurde ursprünglich in zwei Wellen von Hugenotten besiedelt, wobei die ursprüngliche Siedlung aufgegeben wurde, nachdem vier Bewohner (John Johnson und seine drei Kinder Peter, Andrew und Mary) in einer gewalttätigen Auseinandersetzung mit einheimischen Indianern getötet wurden. An dieses Ereignis, das Johnson-Massaker, wird in der Nähe des südlichen Endes der Stadt an der Hauptstraße erinnert. Die Überreste eines Hugenotten-Forts (erbaut 1686) existieren noch immer in der Nähe der Huguenot Road.

## Demografie
Laut einer Schätzung von 2019 leben in Oxford 14.009 Menschen. Die Bevölkerung teilt sich im selben Jahr auf in 89,5 % Weiße, 2,0 % Afroamerikaner, 2,5 % Asiaten und 3,4 % mit zwei oder mehr Ethnizitäten. Hispanics oder Latinos aller Ethnien machten 5,6 % der Bevölkerung aus. Das mittlere Haushaltseinkommen lag bei 76.373 US-Dollar und die Armutsquote bei 8,6 %.

## Söhne und Töchter der Stadt
- Elliott P. Joslin (1869–1962), Physiker
- Matthew Sands (1919–2014), Physiker